# Beate Läsch-Weber
Beate Läsch-Weber (* 1. Januar 1957 in Bitburg, Rheinland-Pfalz) ist eine deutsche Kommunalpolitikerin. Vom 1. April 2011 bis 31. Dezember 2022 stand sie als Präsidentin an der Spitze des Sparkassenverbandes Rheinland-Pfalz. Ab 1993 war sie Landrätin des Landkreises Bernkastel-Wittlich. Sie war damit die erste Landrätin im Bundesland Rheinland-Pfalz und 18 Jahre lang im Amt. Von 2003 bis 2015 war sie Richterin am Verfassungsgerichtshof Rheinland-Pfalz.

## Ausbildung
Beate Läsch-Weber legte das Abitur 1975 am St.-Willibrord-Gymnasium in Bitburg ab. In Bonn studierte sie Rechtswissenschaft, legte 1980 das erste juristische Staatsexamen und 1983 das zweite Staatsexamen ab.

## Beruflicher Werdegang
Beate Läsch-Weber war unter anderem Leiterin der städtischen Gleichstellungsstelle in Frankfurt am Main und Referatsleiterin in der Mainzer Staatskanzlei. Später war sie Verwaltungsratsvorsitzende der Sparkasse Mittelmosel Eifel-Mosel-Hunsrück (vormals Kreissparkasse Bernkastel-Wittlich).
Seit 2011 leitete die Juristin den Sparkassenverband Rheinland-Pfalz als Verbandsvorsteherin und Präsidentin. Ende Dezember 2022 wurde sie in den Ruhestand verabschiedet.

## Mitgliedschaften und Ämter
Läsch-Weber, die der CDU angehört, war von 1993 bis 2011 Landrätin im rheinland-pfälzischen Kreis Bernkastel-Wittlich und wurde in den Jahren 2001 und 2009 (Amtsperiode bis 2017) wiedergewählt. Die Juristin schied während der Wahlperiode aus dem Amt der Landrätin aus, da sie zum 1. April 2011 Präsidentin des rheinland-pfälzischen Sparkassenverbandes wurde. Sie war die erste Landrätin im Bundesland Rheinland-Pfalz und 18 Jahre lang im Amt.
Seit dem 7. April 2011 ist Läsch-Weber Mitglied im Verwaltungsrat der DekaBank.
Sie ist Präsidentin des Lions Club Trier-Basilika und Ehrenpräsidentin des Landesmusikverbands Rheinland-Pfalz e.V.
2003 wurde die Juristin vom Landtag Rheinland-Pfalz auf Vorschlag des Ältestenrats des Landtags für eine sechsjährige Amtsperiode zum stellvertretenden nichtberufsrichterlichen Mitglied des Verfassungsgerichtshofs Rheinland-Pfalz gewählt. Am 13. Mai 2009 wurde sie wiedergewählt. Ihre zweite Amtszeit endete am 3. Juni 2015.

## Publikationen (Auswahl)
Beate Läsch-Weber ist Mitautorin der Zeitschrift für das gesamte Kreditwesen.

## Privatleben
Die Juristin lebt in Heidweiler, ist römisch-katholischer Konfession, verheiratet und hat eine Tochter.